# Sarroux
Sarroux korábbi község Franciaországban, Corrèze megyében. 2017. január 1-jén Saint-Julien-près-Bort korábbi községgel egyesült és az így létrejött Sarroux-Saint Julien új község része lett.
Lakosainak száma 445 fő (2018. január 1.). Sarroux Beaulieu, Lanobre, Bort-les-Orgues, Monestier-Port-Dieu és Saint-Julien-près-Bort községekkel határos.

## Népesség
A település népessége az elmúlt években az alábbi módon változott:
| Lakosok száma | 424  | 432  | 859  | 446  | 445  |
|               | 2013 | 2015 | 2016 | 2017 | 2018 |